# Mercedes AMG F1 W05
Chronologie des modèles (2014)
Mercedes AMG F1 W04 Mercedes AMG F1 W06 Hybrid
La Mercedes AMG F1 W05, rebaptisée Mercedes AMG F1 W05 Hybrid, est la monoplace de Formule 1 engagée par l'écurie allemande Mercedes Grand Prix dans le cadre du championnat du monde de Formule 1 2014. Elle est pilotée par l'Allemand Nico Rosberg, présent dans l'écurie depuis 2010, et par le Britannique Lewis Hamilton, qui effectue sa deuxième saison chez Mercedes. Conçue par l'ingénieur britannique Bob Bell, la F1 W05, présentée le 28 janvier 2014 sur le circuit permanent de Jerez en Espagne, dispose d'un moteur turbocompressé conformément à la nouvelle réglementation technique.
La W05 permet à Mercedes de remporter le premier titre mondial des constructeurs de Formule 1 de son histoire dès son neuvième doublé de la saison (et sa treizième victoire) le 12 octobre 2014 à l'issue du Grand Prix de Russie, seizième des dix-neuf manches du championnat 2014. Lewis Hamilton remporte le titre des pilotes devant Nico Rosberg. Les deux pilotes terminent la saison avec un record de onze doublés et de seize victoires (battant les records de la McLaren MP4/4). La W05 succède au palmarès à la Mercedes-Benz W196 de Juan Manuel Fangio, sacré à son volant en 1954 et en 1955.

## Création de la monoplace
La Mercedes F1 W05 Hybrid succède à la Mercedes AMG F1 W04 mais en diffère sur le plan technique en raison des modifications apportées aux règles pour le championnat du monde de Formule 1 2014. La Mercedes AMG F1 W05 est dotée du nouveau moteur PU106A Hybrid de Mercedes, un moteur V6 de 1,6 litre avec turbocompresseur, d'un système de récupération de l'énergie cinétique de 161 chevaux contre 80 les années précédentes, d'un museau à 185 millimètres au-dessus du sol, d'un aileron avant raccourci de 150 millimètres ; la masse augmente de 49 kilogrammes. Le moteur pèse 145 kg. Mercedes a également développé l'ERS et la transmission à six vitesses. 
La F1 W05 dispose d'un nez plus bas que sa devancière ; semblable à la Ferrari F14 T, dont l'extrémité est en forme de W, l'avant est abaissé au niveau de la suspension ; à son sommet sont installées deux ailettes guidant le flux d'air, technique auparavant utilisée sur la BMW Sauber F1.08 de 2008. Contrairement à de nombreux autres véhicules, le nez, large, ne dépasse pas l'aileron avant. 
L'aileron arrière, inspiré de celui de sa devancière, se distingue par des échancrures au niveau des ailettes. La partie centrale dispose de prises d'air moteur et d'entrée d'air de pontons légèrement plus importantes que sur la F1 W04. Les pontons hauts se prolongent jusqu'à la suspension arrière afin de réduire le maître couple. 
En raison de la réglementation, il n'y avait qu'un seul tuyau d'échappement central, situé au-dessus du feu arrière.
Toto Wolff, le directeur de Mercedes Motorsport, déclare que la F1 W05 est « la synthèse de nos deux usines, à Brackley pour le châssis et Brixworth pour le tout nouveau moteur » et qu'elle est « le fruit de plusieurs années d’efforts », le travail de conception ayant commencé dès 2012. L'Autrichien explique enfin que « la performance et la fiabilité seront d’une importance critique ».
Paddy Lowe, qui arrive chez Mercedes, déclare : « D'un point de vue technique et également dans la perspective de la course, c'est une ère incroyablement enthousiasmante pour la Formule 1. Nous introduisons des technologies qui ne sont pas nouvelles que pour le sport automobile mais pour le monde de l’automobile dans son ensemble. » Il affirme que la F1 W05 « est dessinée de façon élégante mais agressive » et que « l'ingénierie interne à la voiture est extrêmement innovante et intelligente ».
Alors que Mercedes diffuse un teaser sur les réseaux sociaux quelques jours avant sa présentation officielle, la W05 effectue son premier roulage le 24 janvier 2014 sur le circuit de Silverstone à des fins promotionnelles, avec à son volant l'Allemand Nico Rosberg, qui parcourt une quarantaine de kilomètres,.
À partir du Grand Prix d'Espagne, à Barcelone, Mercedes décide, pour des raisons de communication et sans évolution technique, de rebaptiser sa monoplace Mercedes AMG F1 W05 Hybrid,. Cinq châssis sont construits pour la saison 2014.

## Livrée
La Mercedes F1 W05 Hybrid est principalement de couleur argent. Les pontons latéraux et certaines parties des ailerons avant et arrière sont cyan en raison du sponsor principal, Petronas.

## Pilote
Mercedes a participé à la saison 2014 avec le duo de pilotes Lewis Hamilton et Nico Rosberg. Le pilote de DTM Pascal Wehrlein a été utilisé en tant que pilote d'essai et de réserve.

## Historique
Dès les essais hivernaux, la W05 s'affiche comme la meilleure voiture du plateau. Si Lewis Hamilton ne boucle que trois tours à cause d'une casse moteur lors du premier Grand Prix à Melbourne alors que son coéquipier l'emporte, les deux pilotes des Flèche d'Argent réalisent un premier doublé depuis 1955 à Sepang avec la victoire d'Hamilton. À Bahreïn le 6 avril, les deux coéquipiers se passent et se repassent jusqu'aux derniers tours, et où le champion du monde 2008 l'emporte au prix d'une défense acharnée.
Les doublés s'enchaînent, en Chine, en Espagne, à Monaco, en Autriche, à Monza, à Suzuka, en Russie, aux États-Unis et au Brésil pour parvenir au total de onze et battre le record de McLaren-Honda en 1988 avec Alain Prost et Ayrton Senna. Dès le 12 octobre à Sotchi, seizième des dix-neuf manches, la W05 permet à Mercedes de remporter son premier titre mondial des constructeurs. 
En qualifications, le moteur Mercedes V6 hybride est invaincu en 2014, tandis que la W05, avec onze pole positions pour Rosberg et sept pour Hamilton, n'en laisse échapper qu'une (Felipe Massa sur Williams en Autriche le 22 juin). Hamilton totalise onze victoires, dont la dernière à 50 points à Abou Dabi, et remporte son deuxième titre mondial après celui de 2008. Il a effectué 495 tours en tête en 2014. 
Nico Rosberg, seul rival d'Hamilton pour la couronne mondiale, reste longtemps en tête du classement avant que son coéquipier ne prenne définitivement l'ascendant avec une série de cinq victoires consécutives, de Monza, le 7 septembre, à Austin, le 2 novembre. Lors de la dernière course de la saison, Hamilton remporte son deuxième titre mondial tandis que l'Allemand termine vice-champion du monde avec cinq victoires, et 67 points de moins que son coéquipier.

## Résultats en championnat du monde de Formule 1
| Saison | Écurie                        | Moteur                           | Pneus   | Pilotes        | Courses | Courses | Courses | Courses | Courses | Courses | Courses | Courses | Courses | Courses | Courses | Courses | Courses | Courses | Courses | Courses | Courses | Courses | Courses | Points inscrits | Classement |
| Saison | Écurie                        | Moteur                           | Pneus   | Pilotes        | 1       | 2       | 3       | 4       | 5       | 6       | 7       | 8       | 9       | 10      | 11      | 12      | 13      | 14      | 15      | 16      | 17      | 18      | 19      | Points inscrits | Classement |
| ------ | ----------------------------- | -------------------------------- | ------- | -------------- | ------- | ------- | ------- | ------- | ------- | ------- | ------- | ------- | ------- | ------- | ------- | ------- | ------- | ------- | ------- | ------- | ------- | ------- | ------- | --------------- | ---------- |
| 2014   | Mercedes AMG Petronas F1 Team | Mercedes V6 turbo hybride PU106A | Pirelli |                | AUS     | MAL     | BAH     | CHI     | ESP     | MON     | CAN     | AUT     | GBR     | ALL     | HON     | BEL     | ITA     | SIN     | JAP     | RUS     | USA     | BRÉ     | ABU     | 701             | Champion   |
| 2014   | Mercedes AMG Petronas F1 Team | Mercedes V6 turbo hybride PU106A | Pirelli | Nico Rosberg   | 1er     | 2e      | 2e      | 2e      | 2e      | 1er     | 2e      | 1er     | Abd     | 1er     | 4e      | 2e      | 2e      | Abd     | 2e      | 2e      | 2e      | 1er     | 14e     | 701             | Champion   |
| 2014   | Mercedes AMG Petronas F1 Team | Mercedes V6 turbo hybride PU106A | Pirelli | Lewis Hamilton | Abd     | 1er     | 1er     | 1er     | 1er     | 2e      | Abd     | 2e      | 1er     | 3e      | 3e      | Abd     | 1er     | 1er     | 1er     | 1er     | 1er     | 2e      | 1er     | 701             | Champion   |

Légende : ici